# Veronika Hoffmann
Veronika Hoffmann (* 1974 in Darmstadt) ist eine deutsche römisch-katholische Theologin und Hochschullehrerin.

## Leben
Sie studierte von 1993 bis 1998 katholische Theologie in Innsbruck und an der PTH Sankt Georgen. Von 1999 bis 2003 machte sie eine Ausbildung zur Pastoralreferentin im Bistum Mainz; Religionslehrerin und Schulseelsorgerin an der Marienschule Offenbach. Von 2003 bis 2006 war sie Graduiertenstipendiatin des Cusanuswerks. Nach der Promotion zur Dr. theol. 2006 an der WWU Münster war sie von 2006 bis 2007 Pastoralreferentin am Ganztagsgymnasium Theresianum in Mainz. Von 2007 bis 2013 war sie wissenschaftliche Mitarbeiterin am Lehrstuhl für Dogmatik der Universität Erfurt. Nach der Habilitation 2012 in Dogmatik und Ökumenischer Theologie war sie 2013 Heisenberg-Stipendiatin der DFG am Theologischen Forschungskolleg der Universität Erfurt. Von 2013 bis 2018 lehrte sie als Professorin für Systematische Theologie am Seminar für Katholische Theologie der Universität Siegen. Im Wintersemester 2015/2016 war sie Fellow am Max-Weber-Kolleg für kultur- und sozialwissenschaftliche Studien der Universität Erfurt. Seit Herbstsemester 2018 ist sie Professorin für Dogmatik an der Universität Fribourg.
Ihre Arbeits- und Forschungsschwerpunkte sind religiöse Zweifel, Metaphern und Modelle in der Theologie, Wirklichkeit Gottes, Gotteserkenntnis und Gottesrede und Theologie der Gabe.